# 范國璋
范国璋（1875年—1937年）字子瑜，天津人。清朝及中华民国军事将领。

## 生平
范国璋毕业于北洋武备学堂，在武卫右军中任职，此后历任标统、协统、旅长、师长等职。其间，民國4年（1915年）8月26日，他取代吳光新，被袁世凯任命署陆军第二十师师长。
民国6年（1917年）7月，张勋复辟期间，他曾经获封浙江提督。是年9月，他与第八师师长王汝贤奉命率部到湖南，讨伐林修梅、刘建藩。王、范二人于11月14日通电全国，要求停战，虽被段祺瑞严責，却沒有处分。可是护法军攻下湖南岳州後，民國7年（1918年）2月5日，代总统冯国璋下令褫夺范国璋中将軍职及勛位、勛章，后率部撤往湖北。8月29日，以剿匪有功为由，恢复范国璋各项职銜。1922年，获授将军府将军。后来，他在天津闲居，投资于工商企业。
1937年，范国璋逝世。